# Ilia Frank
Ilia Mikhailovitch Frank (São Petersburgo, 23 de outubro de 1908 — Moscou, 22 de junho de 1990) foi um físico russo.
Foi Nobel de Física em 1958, pela descoberta e interpretação do efeito Tcherenkov.

## Carreira
Em 1934, Frank mudou-se para o Instituto de Física e Matemática da Academia de Ciências da URSS (que em breve seria transferido para Moscou, onde foi transformado no Instituto de Física). Aqui ele começou a trabalhar com física nuclear, um novo campo para ele. Ele se interessou pelo efeito descoberto por Pavel Cherenkov, de que partículas carregadas que se movem através da água em alta velocidade emitem luz. Junto com Igor Tamm, ele desenvolveu uma explicação teórica: o efeito ocorre quando partículas carregadas viajam através de um meio opticamente transparente a velocidades maiores que a velocidade da luz naquele meio, causando uma onda de choque no campo eletromagnético. A quantidade de energia irradiada neste processo é dada pela fórmula de Frank-Tamm.
A descoberta e a explicação do efeito resultaram no desenvolvimento de novos métodos de detecção e medição da velocidade de partículas nucleares de alta velocidade e tornaram-se de grande importância para pesquisas em física nuclear. A radiação Cherenkov também é amplamente utilizada em pesquisas biomédicas para detecção de isótopos radioativos. Em 1946, Cherenkov, Vavilov, Tamm e Frank receberam o Prêmio Stalin por sua descoberta, e em 1958 Cherenkov, Tamm e Frank receberam o Prêmio Nobel de Física.
Em 1944, Frank foi nomeado professor e chefe de um departamento do Instituto de Física e do Laboratório de Física Nuclear (que mais tarde foi transferido para o Instituto de Pesquisa Nuclear). O laboratório de Frank estava envolvido no (então secreto) estudo de reatores nucleares. Em particular, eles estudaram a difusão e a termalização dos nêutrons.
Em 1957, Frank também se tornou diretor do Laboratório de Física de Nêutrons do Joint Institute for Nuclear Research. O laboratório foi baseado no reator de pulso rápido de nêutrons (IBR), então em construção no local. Sob a supervisão de Frank, o reator foi usado no desenvolvimento de técnicas de espectroscopia de nêutrons.